# Girl Crazy (film 1943)
Girl Crazy è un film del 1943 diretto da Norman Taurog e Busby Berkeley. 
Trae origine dal musical Girl Crazy di George Gershwin che dal 1930 va in scena all'Alvin Theatre per il Broadway theatre con Ginger Rogers, Allen Kearns ed Ethel Merman arrivando a 272 recite, che conteneva canzoni celeberrime come I Got Rhythm ed Embraceable You (che nella versione di Billie Holiday del 1944 viene premiata con il Grammy Hall of Fame Award 2005).

## Trama
Un giovane playboy donnaiolo viene mandato al college da qualche parte nell'ovest americano e organizza uno spettacolo, insieme alla sua fidanzata, per salvare il college dalla chiusura a causa del calo delle iscrizioni. Il ragazzo ricco Danny Churchill (Rooney) ha un debole per il vino, le donne e la canzone, ma non per l'istruzione superiore. Così suo padre lo spedisce in un college maschile nell'ovest, dove non dovrebbe esserci una sola donna per chilometri. Ma prima che Danny arrivi, scorge un paio di gambe che spuntano da sotto una roadster in panne. Appartengono alla nipote del preside, Ginger Gray (Garland), che è più interessata a tenere aperto il college in difficoltà finanziarie che a innamorarsi della linea romantica di Danny. Almeno all'inizio.

## Produzione
Il film fu prodotto dalla Metro-Goldwyn-Mayer (MGM).

## Distribuzione
Distribuito dalla Metro-Goldwyn-Mayer (MGM), il film uscì nelle sale cinematografiche USA il 26 novembre 1943.